# 長崎 (豊島区)
長崎（ながさき）は、東京都豊島区の町名。現行行政地名は長崎一丁目から長崎六丁目。住居表示実施済区域。

## 地理
豊島区千早、西池袋、目白、南長崎、練馬区旭丘に接し、神田川北方の台地上に位置する、西武池袋線椎名町駅から東長崎駅を含む住宅地及び商業地。

## 歴史
かつての長崎村の一部で、1871年（明治4年）11月に浦和県（現埼玉県）から東京府に編入された。その後、1926年の町制施行を経て、1932年に長崎町は東京市に編入され、豊島区の一部となった。町名は1939年の起立。帝銀事件の現場となった旧帝国銀行椎名町支店が、かつて長崎神社近くにあった。
「椎名町」の町名は江戸時代にまで遡るが、帝銀事件の風評が嫌われ用いられなくなっている。そのため1966年（昭和41年）の住居表示実施の際は大半が南長崎（一部は目白）に町名変更された。

### 地名の由来
鎌倉時代に執権北条氏の御内人・長崎氏の領地であったことによるという伝承がある。戦国時代の「小田原衆所領役帳」では小田原北条氏の家臣、江戸衆の太田康資の所領とされている。

### 史跡
- 長崎一丁目周辺遺跡 - 縄文時代・江戸時代の遺跡。屋敷跡、町屋跡など[5]。

## 世帯数と人口
2023年（令和5年）1月1日現在（東京都発表）の世帯数と人口は以下の通りである。
| 丁目       | 世帯数     | 人口     |
| ---------- | ---------- | -------- |
| 長崎一丁目 | 1,742世帯  | 2,739人  |
| 長崎二丁目 | 2,235世帯  | 3,391人  |
| 長崎三丁目 | 1,634世帯  | 2,639人  |
| 長崎四丁目 | 2,348世帯  | 3,778人  |
| 長崎五丁目 | 1,781世帯  | 2,887人  |
| 長崎六丁目 | 1,693世帯  | 2,862人  |
| 計         | 11,433世帯 | 18,296人 |

### 人口の変遷
国勢調査による人口の推移。
| 年                 | 人口   |
| ------------------ | ------ |
| 1995年（平成7年）  | 19,025 |
| 2000年（平成12年） | 18,610 |
| 2005年（平成17年） | 18,227 |
| 2010年（平成22年） | 19,464 |
| 2015年（平成27年） | 18,740 |
| 2020年（令和2年）  | 19,431 |

### 世帯数の変遷
国勢調査による世帯数の推移。
| 年                 | 世帯数 |
| ------------------ | ------ |
| 1995年（平成7年）  | 9,672  |
| 2000年（平成12年） | 10,008 |
| 2005年（平成17年） | 10,142 |
| 2010年（平成22年） | 11,262 |
| 2015年（平成27年） | 11,120 |
| 2020年（令和2年）  | 11,707 |

## 学区
区立小・中学校に通う場合、学区は以下の通りとなる（2017年12月現在）。なお、豊島区の小・中学校では学校選択制度を導入しており、以下の指定校に隣接している通学区域の学校も選択することが可能。
| 町名       | 街区                      | 小学校               | 中学校               |
| ---------- | ------------------------- | -------------------- | -------------------- |
| 長崎一丁目 | 全域                      | 豊島区立長崎小学校   | 豊島区立西池袋中学校 |
| 長崎二丁目 | 全域                      | 豊島区立長崎小学校   | 豊島区立西池袋中学校 |
| 長崎三丁目 | 全域                      | 豊島区立長崎小学校   | 豊島区立西池袋中学校 |
| 長崎四丁目 | 全域                      | 豊島区立千早小学校   | 豊島区立明豊中学校   |
| 長崎五丁目 | 25〜27番 31番             | 豊島区立千早小学校   | 豊島区立明豊中学校   |
| 長崎五丁目 | 1〜24番 28〜30番 32〜33番 | 豊島区立さくら小学校 | 豊島区立明豊中学校   |
| 長崎六丁目 | 全域                      | 豊島区立さくら小学校 | 豊島区立明豊中学校   |

## 交通

### 鉄道
- 椎名町駅、東長崎駅（西武池袋線）

### バス
- 椎名町駅北口停留所（国際興業バス、関東バス）
  - 池11系統 - 池袋駅西口行、中野駅北口行（中野サンプラザ前）
- 長崎第二豊寿園前停留所、長崎六丁目停留所
  - 池07系統 - 池袋駅西口行、江古田二又行

### 道路
- 東京都道317号環状六号線（山手通り）
- 首都高速中央環状新宿線（西池袋出入口）
- 東京都道439号椎名町上石神井線（千川通り）

## 事業所
2021年（令和3年）現在の経済センサス調査による事業所数と従業員数は以下の通りである。
| 丁目       | 事業所数  | 従業員数 |
| ---------- | --------- | -------- |
| 長崎一丁目 | 148事業所 | 1,045人  |
| 長崎二丁目 | 142事業所 | 677人    |
| 長崎三丁目 | 51事業所  | 360人    |
| 長崎四丁目 | 168事業所 | 781人    |
| 長崎五丁目 | 79事業所  | 1,283人  |
| 長崎六丁目 | 35事業所  | 294人    |
| 計         | 623事業所 | 4,440人  |

### 事業者数の変遷
経済センサスによる事業所数の推移。
| 年                 | 事業者数 |
| ------------------ | -------- |
| 2016年（平成28年） | 701      |
| 2021年（令和3年）  | 623      |

### 従業員数の変遷
経済センサスによる従業員数の推移。
| 年                 | 従業員数 |
| ------------------ | -------- |
| 2016年（平成28年） | 4,036    |
| 2021年（令和3年）  | 4,440    |

## 施設

### 長崎一丁目
- 西武池袋線椎名町駅
- 豊島長崎一郵便局
- 興産信用金庫城西支店
- 巣鴨信用金庫椎名町支店
- 教育芸術社
- 観昭会館
- 長崎神社（旧称、十羅刹女社）鎮守
- 金剛院
- 八幡神社
- 並木幼稚園
- 聖パトリック幼稚園

### 長崎二丁目
- 豊島区立長崎小学校
- きらぼし銀行椎名町支店
- サミットストア椎名町店
- マツモトキヨシ椎名町店

### 長崎三丁目
- 長崎健康相談所（旧長崎保健所）
- 豊島区立長崎保育園
- 東京消防庁池袋消防署長崎出張所
- 一音会

### 長崎四丁目
- 豊島長崎郵便局
- 城北信用金庫長崎支店
- 長崎第一区民集会室
- 長崎十字会（商店街）
- 愛の家保育園
- しいの実保育園
- 長崎幼稚園

### 長崎五丁目
- 西武池袋線東長崎駅
- 豊島区立明豊中学校
- 株式会社カーメイト本社
- 東長崎東急ストア

### 長崎六丁目
- 豊島区立さくら小学校
- 豊島長崎六郵便局
- 長崎第四区民集会室
- 区民ひろばさくら第二

## その他

### 日本郵便
- 郵便番号 : 171-0051[3]（集配局 : 豊島郵便局[15]）。